# Mengamuñoz
Mengamuñoz ist ein Ort und eine zentralspanische Gemeinde (municipio) mit 54 Einwohnern (Stand: 2024) in der Provinz Ávila in der Autonomen Region Kastilien-León. Neben dem Hauptort Mengamuñoz gehört die Ortschaft Castilblanco zur Gemeinde.

## Lage
Mengamuñoz befindet sich in den nördlichen Ausläufern der Sierra de Gredos gut 28 Kilometer westsüdwestlich von Ávila in einer Höhe von 1310 m. Das Klima im Winter ist kühl, im Sommer dagegen trotz der Höhenlage durchaus warm; der Regen (ca. 711 mm/Jahr) fällt – mit Ausnahme der nahezu regenlosen Sommermonate – verteilt übers ganze Jahr.

## Bevölkerungsentwicklung
| Jahr      | 1970 | 1981 | 1991 | 2001 | 2011 | 2021 |
| Einwohner | 150  | 99   | 80   | 70   | 70   | 59   |

## Sehenswürdigkeiten
- Michaeliskirche in Mengamuñoz

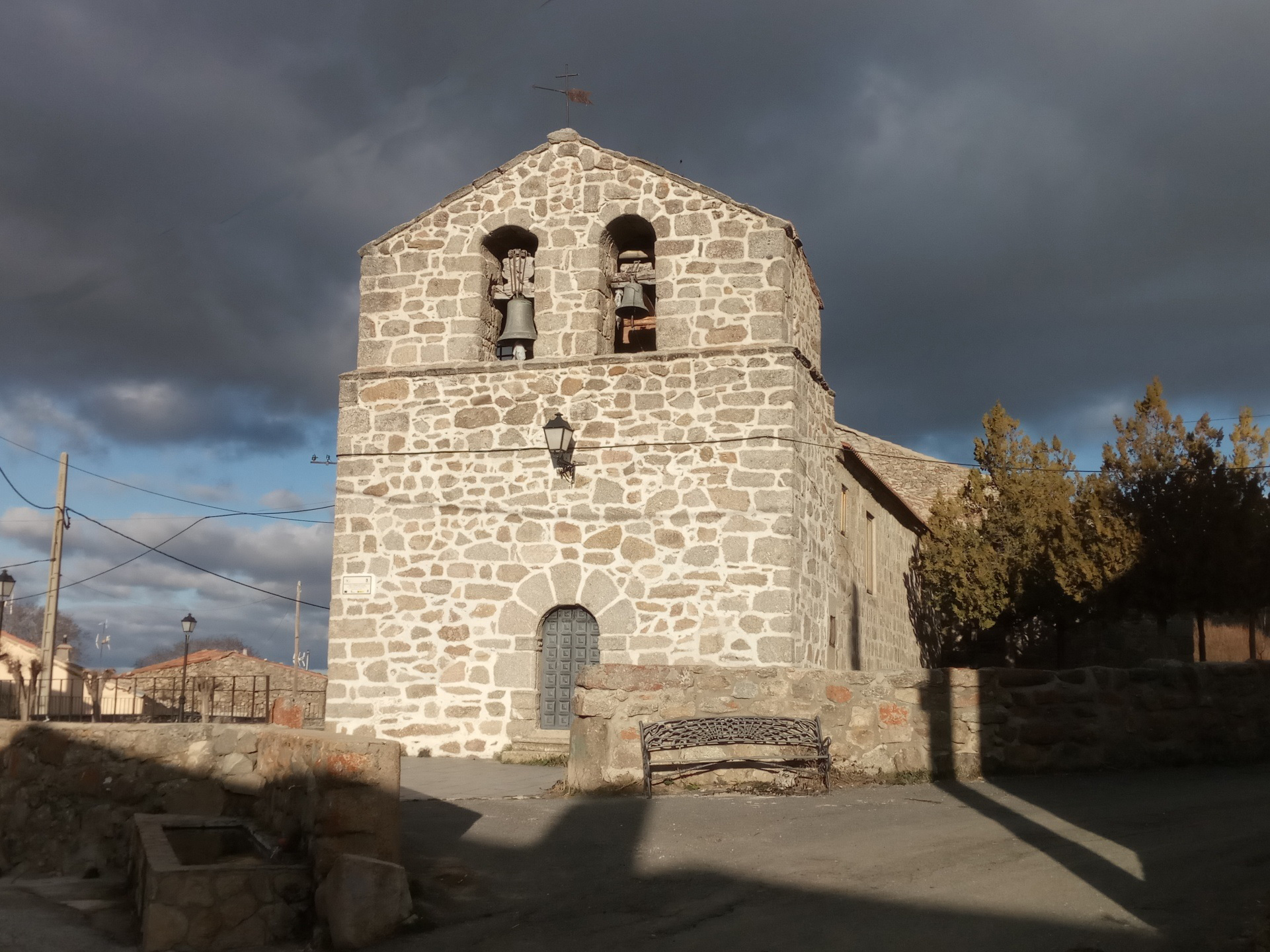
Michaeliskirche